# Expedition 66
Expedition 66 è stata la 66ª missione di lunga durata verso la Stazione spaziale internazionale che ha avuto inizio il 17 ottobre 2021 con lo sgancio della Sojuz MS-18. L'equipaggio era composto per le prime settimane dagli equipaggi della SpaceX Crew-2 e della Sojuz MS-19, mentre a novembre sono stati raggiunti dall'equipaggio della SpaceX Crew-3 che diede il cambio all'equipaggio della Crew-2. La missione è durata cinque mesi ed è stata comandata per la maggior parte dal comandante russo Škaplerov.  Con lo sgancio della Sojuz MS-19 il 30 marzo 2022 si concluse l'Expedition 66.

## Equipaggio
| Ruolo               | 17 ottobre - 8 novembre 2021           | 8 - 11 novembre 2021                   | 11 novembre 2021 - 30 marzo 2022       |
| ------------------- | -------------------------------------- | -------------------------------------- | -------------------------------------- |
| Comandante          | Thomas Pesquet, ESA Secondo volo       | Anton Škaplerov, Roscosmos Quarto volo | Anton Škaplerov, Roscosmos Quarto volo |
| Ingegnere di volo 1 | Pëtr Dubrov, Roscosmos Primo volo      | Pëtr Dubrov, Roscosmos Primo volo      | Pëtr Dubrov, Roscosmos Primo volo      |
| Ingegnere di volo 2 | Mark Vande Hei, NASA Secondo volo      | Mark Vande Hei, NASA Secondo volo      | Mark Vande Hei, NASA Secondo volo      |
| Ingegnere di volo 3 | Robert Kimbrough, NASA Terzo volo      |                                        | Raja Chari, NASA Primo volo            |
| Ingegnere di volo 4 | Megan McArthur, NASA Secondo volo      |                                        | Thomas Marshburn, NASA Terzo volo      |
| Ingegnere di volo 5 | Akihiko Hoshide, JAXA Terzo volo       |                                        | Matthias Maurer, ESA Primo volo        |
| Ingegnere di volo 6 | Anton Škaplerov, Roscosmos Quarto volo |                                        | Kayla Barron, NASA Primo volo          |

Dopo l'undocking della Sojuz MS-18 con il cosmonauta Novickij e i partecipanti al volo Šipenko e Peresil'd, Dubrov e Vande Hei sono diventati i membri dell'equipaggio della Sojuz MS-19 con cui fecero ritorno nel marzo 2022 insieme a Škaplerov. Alla conclusione della missione Dubrov e Vande Hei avevano trascorso quasi un anno continuativo in orbita. L'equipaggio della SpaceX Crew-2 lasciò la ISS nel novembre 2021 poco prima dell'arrivo dell'equipaggio della SpaceX Crew-3, che trascorrerà sei mesi sulla ISS.

## Eventi missione

### Spostamento della Progress MS-17
Il 21 ottobre 2021 il veicolo cargo russo Progress MS-17 effettuò un undocking dal modulo Poisk del Segmento russo della Stazione Spaziale Internazionale. Il veicolo rimase per 29 ore alla distanza massima di 185 km dalla ISS, prima di effettuare un docking al modulo Nauka. Gli spostamenti dei veicoli spaziali russi con equipaggio da un modulo all'altro sono frequenti e vengono svolti manualmente dal comandante presente a bordo con un allontanamento del veicolo dalla ISS di poche decine di metri. Essendo i veicoli Progress però privi di equipaggio e non esistendo una procedura automatica che lo esegua, lo spostamento della Progress non poté essere eseguito allo stesso modo. Inoltre, il sistema TORU attraverso il quale i cosmonauti possono prendere il controllo della Progress in caso di malfunzionamento è certificato solo per gli ultimi metri della procedura di docking e solo lungo l'asse del boccaporto di destinazione. Per questo motivo il Centro di controllo missione di Roscosmos decise di far eseguire alla Progress un undocking e farla allontanare di diverse centinaia di chilometri, eseguendo la procedura di docking automatico con il sistema Kurs il giorno successivo. I due cosmonauti a bordo, Škaplerov e Dubrov, nonostante la procedura di docking fosse automatica, si esercitarono con i simulatori del modulo Zvezda per pilotare manualmente il veicolo in caso di un malfunzionamento del sistema di docking automatico Kurs.
Il motivo che rese necessario lo spostamento della Progress fu l'arrivo a fine novembre 2021 del nuovo modulo Prichal. Infatti, quando a novembre la Progress MS-17 effettuò un undocking permanente da Nauka e dalla Stazione Spaziale Internazionale, separò l'adattatore di docking HDA-to-SSVP (Hybrid Drogue Adapter to Probe and Drogue) dal boccaporto di Nauka su cui era installato e che permetteva ai veicoli Sojuz e Progress di effettuare un docking. Su quello stesso boccaporto lasciato libero dalla Progress eseguì un docking al modulo Prichal, dotato dell'adattatore HDA che permette un passaggio più ampio tra i moduli. Con la Progress MS-17 agganciata a Nauka inoltre venne testata la tenuta dei condotti del carburante di quest'ultimo in modo che in futuro potrà essere utilizzato per controllare l'assetto della Stazione Spaziale Internazionale, in aggiunta al modulo Zvezda e alle Progress. La Progress MS-17 lasciò la Stazione Spaziale Internazionale 24 ore dopo il lancio del modulo Prichal avvenuto il 24 novembre 2021.

### Lancio e docking della Progress MS-18
La prima missione di rifornimento dell'Expedition 66 iniziò il 28 ottobre con il lancio della Progress MS-18 dal Cosmodromo di Bajkonur. Il veicolo, carico di due tonnellate e mezzo di rifornimenti per l'equipaggio, esperimenti scientifici e hardware, impiegò due giorni di viaggio per arrivare ed eseguire un docking al modulo Zvezda della Stazione Spaziale Internazionale. Rimarrà agganciata alla ISS per cinque mesi, fino ad aprile 2022.

### Cambio di comando Pesquet – Škaplerov
Il 6 novembre il comandante francese Thomas Pesquet cedette il comando della Stazione Spaziale Internazionale per i successivi cinque mesi dell'Expedition 66 al cosmonauta russo Škaplerov. Pesquet ritornerà sulla Terra insieme ai colleghi di equipaggio della SpaceX Crew-2 il 9 novembre 2021.

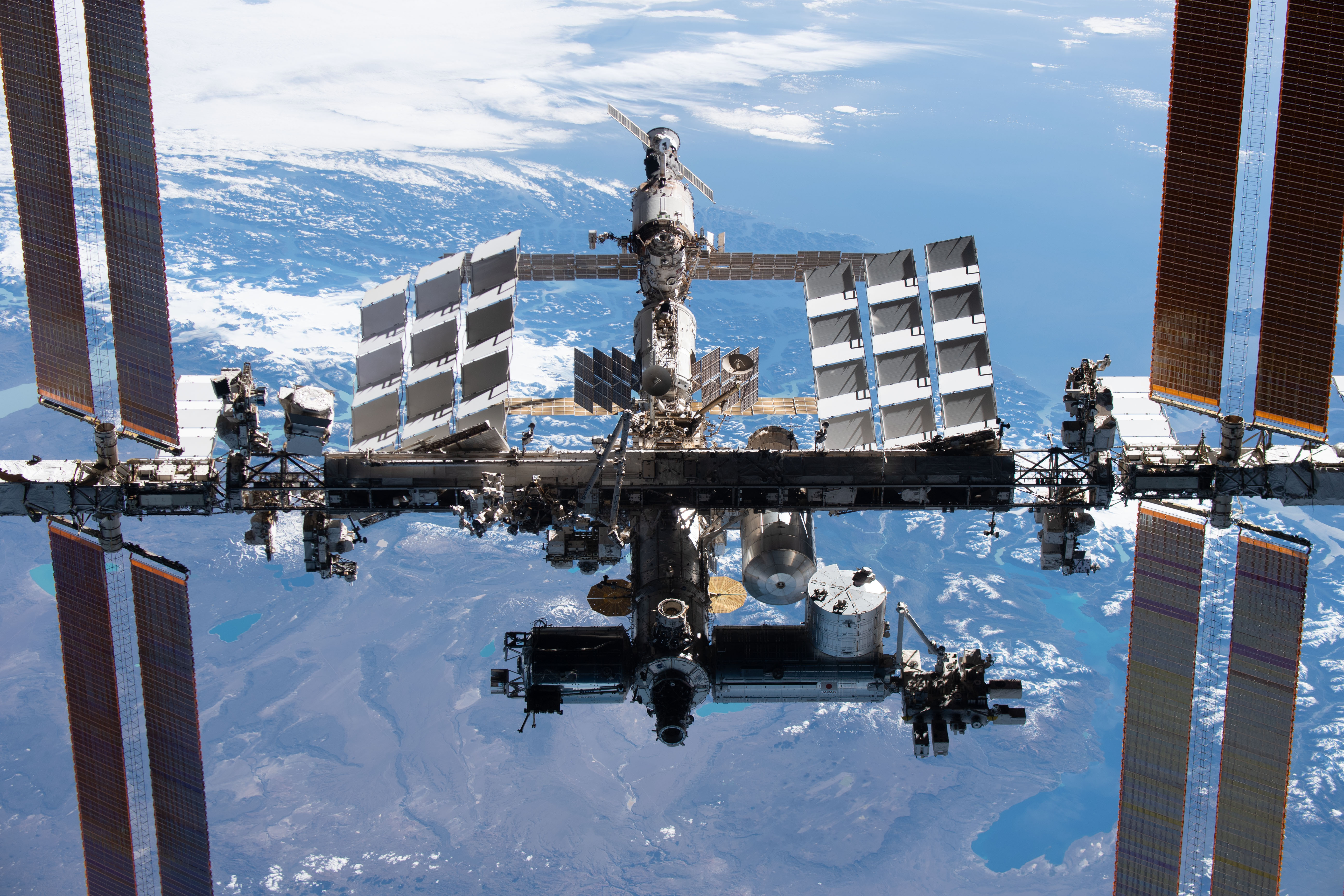
Una delle foto della Stazione spaziale internazionale scattate da Pesquet durante l'undocking

### Undocking della SpaceX Crew-2
Dopo aver rimandato di un giorno per maltempo nella zona di ammaraggio, l'8 novembre l'equipaggio della SpaceX Crew-2 effettuò un undocking dal boccaporto zenith del modulo Harmony della Stazione Spaziale Internazionale. Prima di allontanarsi definitivamente dalla ISS per far ritorno sulla Terra dopo 200 giorni di missione, la Crew Dragon Endeavour ha eseguito un flyaround della Stazione Spaziale Internazionale per permettere a Pesquet di scattare alcune fotografie al laboratorio orbitale. L'ammaraggio avvenne 4:33 CEST del 9 novembre nel Golfo del Messico, vicino alle coste della Florida.

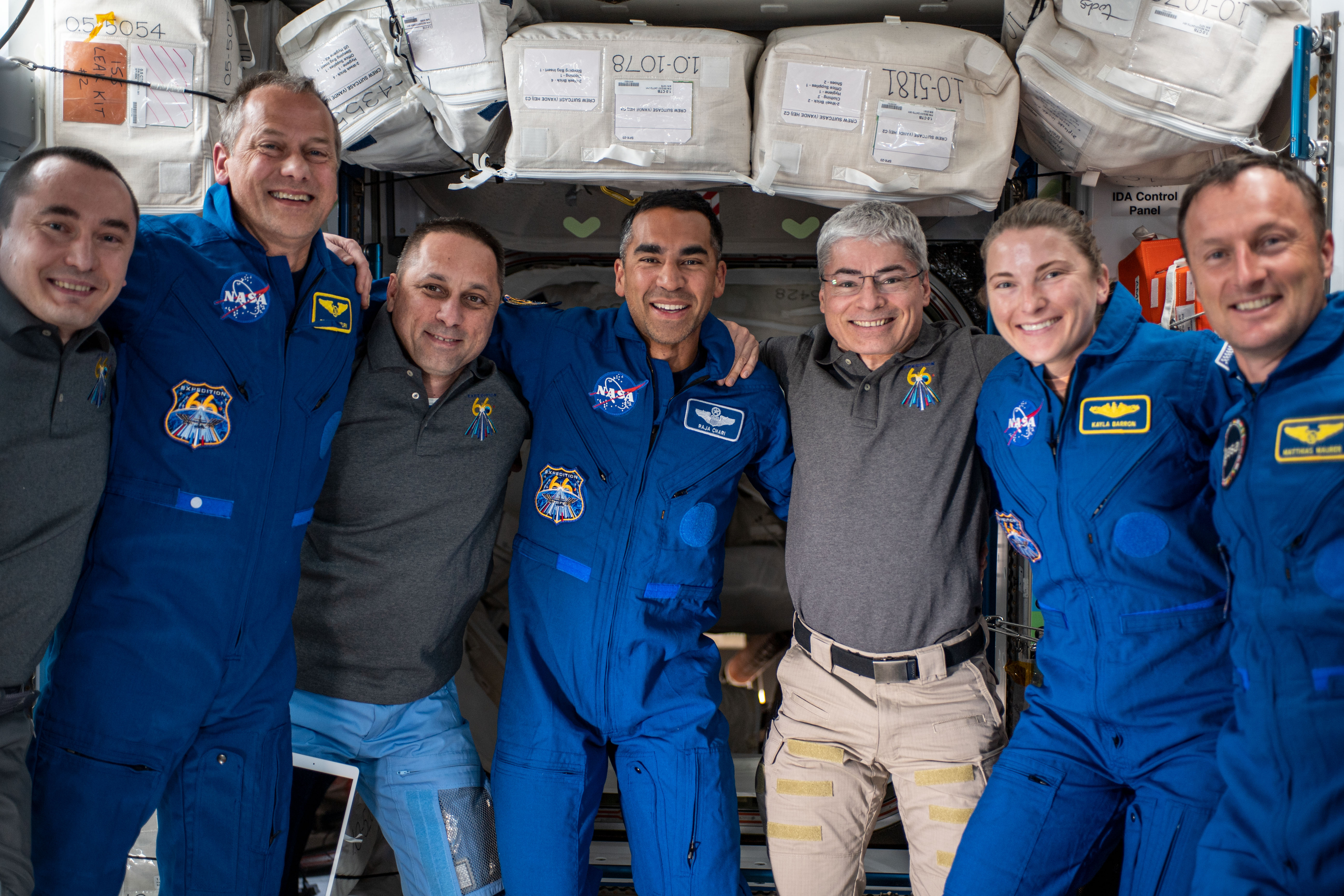
L'equipaggio della SpaceX Crew-3 (in blu) poco dopo il docking alla ISS insieme all'equipaggio della Sojuz MS-19

### Lancio e docking della SpaceX Crew-3
L'11 novembre la Crew Dragon Endurance con il comandante Raja Chari, il pilota Thomas Marshburn e gli specialisti di missione Matthias Maurer e Kayla Barron vennero lanciati a bordo di un Falcon 9 dal Kennedy Space Center. Il viaggio verso la Stazione Spaziale Internazionale durò poco meno di un giorno; Endurance effettuò un docking autonomamente al boccaporto anteriore di Harmony del Segmento americano. L'equipaggio rimarrà sulla ISS per circa sei mesi, per tutta la durata dell'Expedition 66.

### Possibili collisioni con detriti spaziali

#### Prima emergenza
Nella mattinata del 10 novembre i Centri di controllo missione di Houston e Mosca avvisarono l'equipaggio di una possibile collisione della Stazione Spaziale Internazionale con alcuni detriti di un satellite cinese Fengyun-1C prevista intorno all'1 del mattino del 12 novembre. La distanza minima tra i due oggetti sarebbe stata di circa 600 metri. Avendo abbastanza tempo per eseguire una manovra correttiva e essendo già prevista una correzione dell'orbita per il 16 novembre in vista del lancio di Prichal di fine mese
, i Centri di controllo decisero di eseguire una manovra correttiva dell'orbita. Il 10 novembre alle 20:15 i motori della Progress MS-18 vennero accesi per 6 minuti, aumentando l'altitudine della ISS di 1240 metri.

#### Seconda emergenza
Il 15 novembre di prima mattina il Centro di controllo di Houston avvertì l'equipaggio di una possibile collisione con dei detriti spaziali. Stavolta non ebbero il tempo di effettuare una manovra correttiva; all'equipaggio venne ordinato di chiudere i portelloni interni tra i moduli, quelli di collegamento tra il segmento russo e quello americano e di entrare nei rispettivi veicoli spaziali pronti a eseguire un undocking in caso di impatto. Škaplerov, Dubrov e Vande Hei si rifugiarono nella Sojuz MS-19 mentre Chari, Marshburn, Maurer, Barron nella Crew Dragon Endurance. Passato il momento previsto per l'impatto senza aver rilevato una diminuzione di pressione all'interno della ISS, gli astronauti poterono ritornare temporaneamente al suo interno. Avendo la Stazione Spaziale Internazionale un'orbita di 90 minuti circa, il pericolo di impatto proseguì ogni ora e mezza fino a metà giornata, momento in cui l'orbita venne dichiarata sicura. Per sicurezza Houston decise di lasciar chiusi per il resto della giornata e per il giorno successivo i moduli laterali del Segmento statunitense. Nella serata del 15 novembre il portavoce del Dipartimento di Stato degli Stati Uniti Ned Price affermò che "la Federazione Russa aveva condotto incautamente un test distruttivo con un missile antisatellite ad ascesa diretta contro uno dei propri satelliti", con ogni probabilità il Cosmos 1408, creando "1500 frammenti di detriti spaziali abbastanza grandi da essere tracciati, oltre a centinaia di migliaia di frammenti di detriti spaziali più piccoli".

### Unberthing della Cygnus NG-16
Il 20 novembre 2021 il veicolo cargo Cygnus NG-16 "Ellison Onizuka" carico di rifiuti effettuò un unberthing dal modulo Unity dai controllori di volo sulla Terra sotto la supervisione dell'astronauta Maurer che ne controllava in tempo reale i sistemi. A seguito dell'unberthing, l'esperimento Kentucky Re-Entry Probe Experiment (KREPE) posizionato all'interno del veicolo raccolse dati sul test del sistema di protezione termica e del loro contenuto durante il rientro distruttivo in atmosfera avvenuto il 15 dicembre.

### Undocking della Progress MS-17
Dopo il lancio riuscito del modulo Prichal avvenuto il giorno precedente, la Progress MS-17 con l'adattatore di docking HDA-to-SSVP di Nauka vennero sganciati dalla ISS il 25 novembre 2021, circa un giorno prima del docking del nuovo modulo, facendo ritorno sulla Terra in modo distruttivo. 

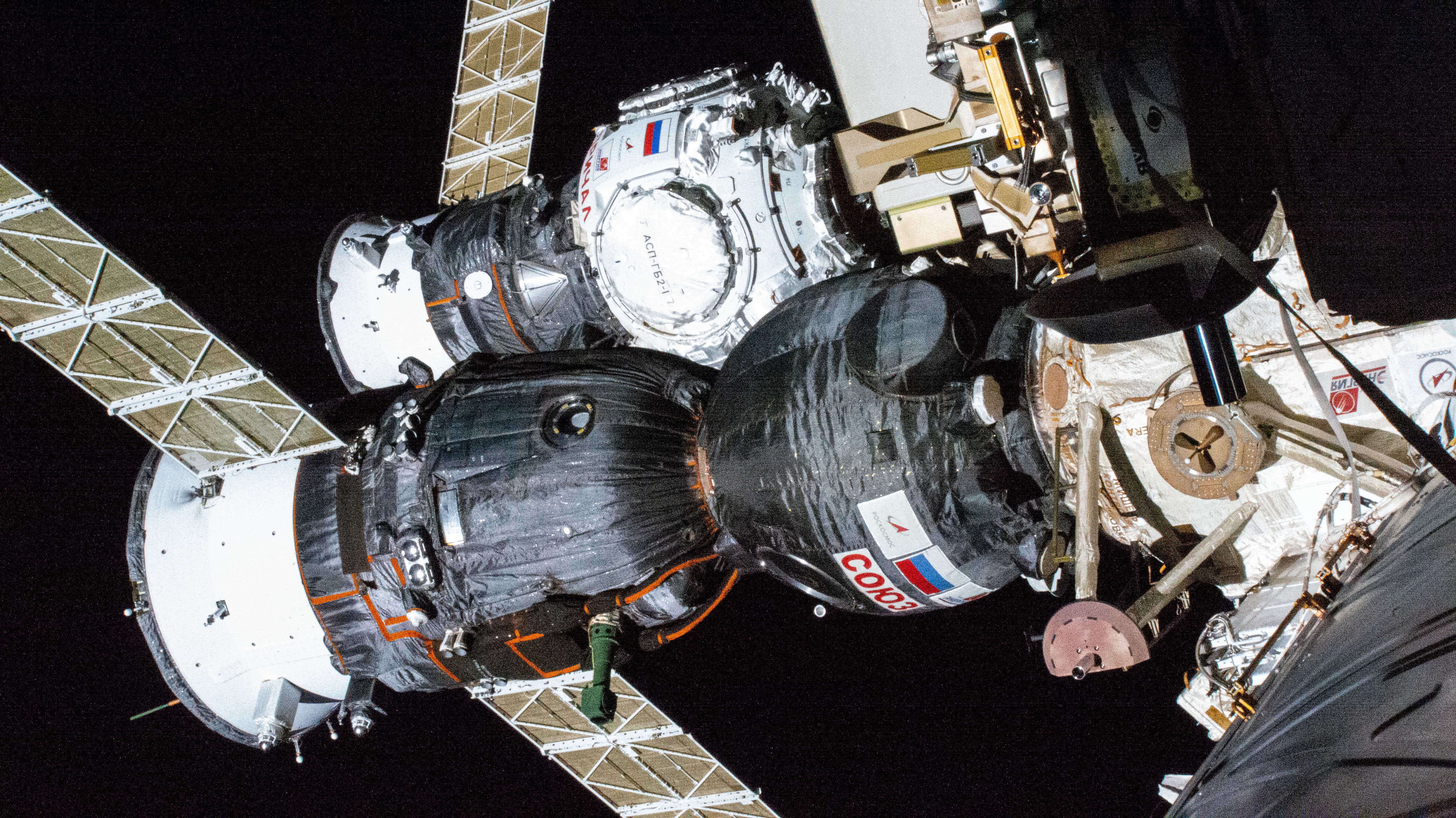
Il modulo Prichal di forma sferica (in bianco) e la Progress M-UM in secondo piano, la Sojuz MS-19 in primo piano

### Lancio e docking del modulo Prichal
Il modulo russo Prichal con una Progress modificata, la Progress M-UM, venne lanciata con il lanciatore Sojuz 2.1b dal Cosmodromo di Bajkonur il 24 novembre 2021. Due giorni dopo effettuò un docking automatico al modulo Nauka mentre i cosmonauti Škaplerov e Dubrov monitoravano il docking per intervenire in caso di malfunzionamento. La Progress M-UM effettuò un undocking da Prichal il 23 dicembre. Con l'arrivo del nuovo modulo, la costruzione della Stazione Spaziale Internazionale che era stata iniziata nel 1998 venne completata. Prichal ha una forma sferica e un volume abitabile di 14 m3, cinque boccaporti di docking per veicoli spaziali e può trasferire combustibile al modulo Nauka.

### EVA 1 (USOS 78)
La prima attività extraveicolare (EVA) dell'Expedition venne svolta all'esterno del Segmento americano il 2 dicembre dagli astronauti Marshburn (EV1) e Barron (EV2). Lo scopo dell'EVA era la sostituzione di un'antenna di comunicazione di banda S difettosa posizionata sul Segmento P1 dell'ITS che non era più grado di inviare segnali a Terra tramite il Tracking and Data Relay Satellite System della NASA. Nonostante fosse presente un'altra antenna per le comunicazioni, il Centro di controllo missione di Houston decise di sostituirla per garantire la ridondanza del sistema. La Stazione Spaziale Internazionale è dotata di sistemi di comunicazione a banda S a bassa velocità e a banda Ku ad alta velocità per la trasmissione di video. Durante l'EVA Marshburn si agganciò all'estremità del Canadarm2 per lavorare più efficientemente sul luogo insieme a Barron, mentre Maurer manovrava il braccio robotico canadese dall'interno della ISS. L'EVA era inizialmente prevista per il 30 novembre ma venne rimandata di qualche giorno a causa dell'avvicinamento di detriti spaziali alla Stazione Spaziale Internazionale. IV Suit: Chari e Vande Hei; Operatore robotico: Maurer; Ground IV: Andrew Morgan.

### Variazione non pianificata dell'orbita
Il 3 dicembre 2021 venne eseguita una variazione non pianificata dell'orbita della Stazione Spaziale Internazionale con l'uso dei propulsori della Progress MS-18 agganciata al boccaporto posteriore di Zvezda; questa modifica fu resa necessaria per evitare un detrito spaziale di un lanciatore Pegasus del 1996. I propulsori vennero accesi per 160 secondi, abbassando l'altitudine della ISS di 310 metri.

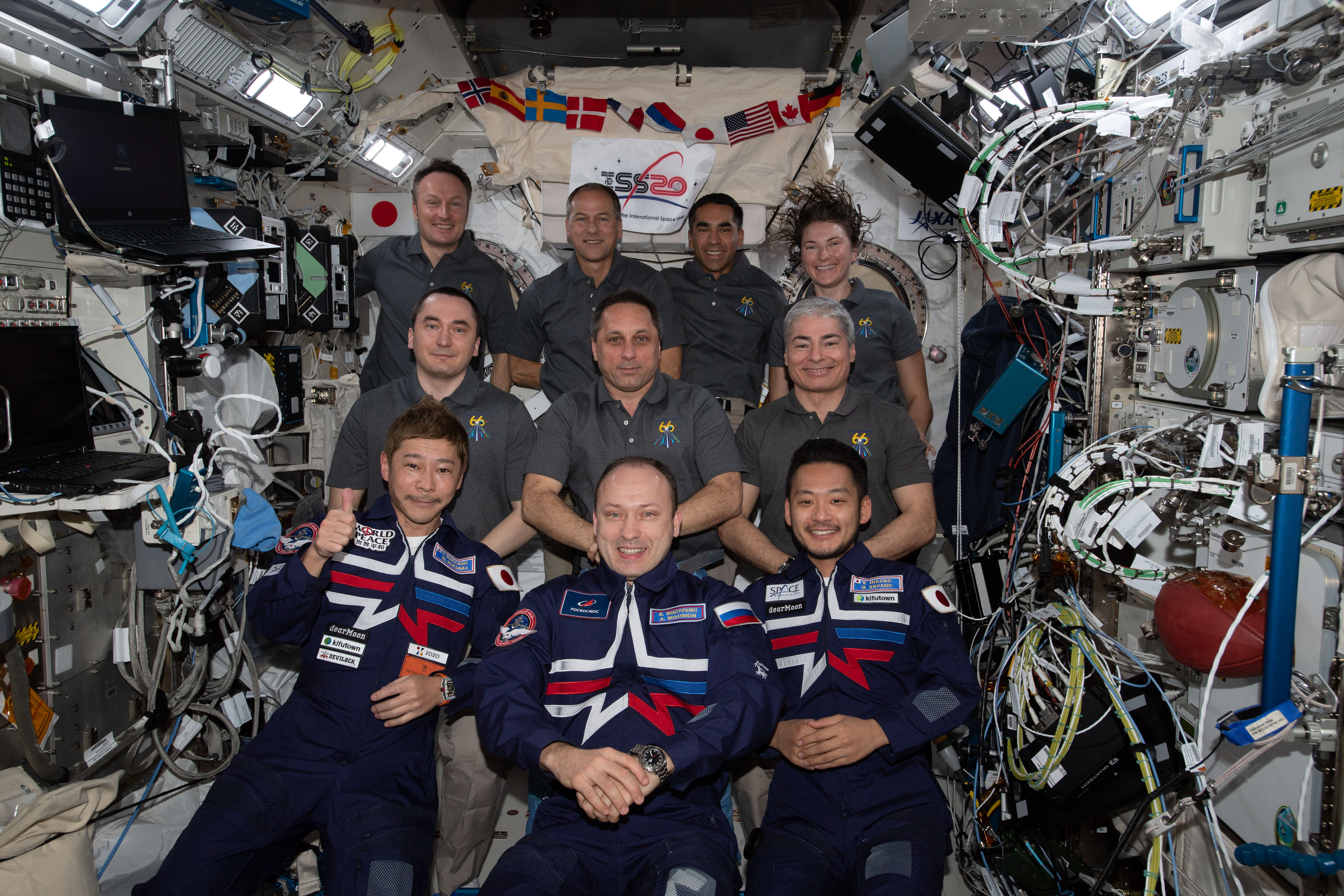
Gli equipaggi della Expedition 66 e Sojuz MS-20 (fila in basso)

### Sojuz MS-20
L'equipaggio della Sojuz MS-20, composto dal comandante russo Aleksandr Misurkin e dai turisti spaziali Yūsaku Maezawa e Yozo Hirano, raggiunse l'orbita l'8 dicembre 2021 per una missione di breve durata sulla Stazione Spaziale Internazionale. Sei ore dopo, la Sojuz MS-20 eseguì un docking automatico al modulo Poisk dove rimase per 12 giorni, fino alla conclusione della missione. Maezawa e Hirano furono i primi turisti spaziali dal 2009 a raggiungere la Stazione Spaziale Internazionale. Il 20 dicembre la Sojuz MS-20 con il suo equipaggio fece ritorno sulla Terra.

### Lancio e docking della SpaceX CRS-24
La 24ª missione di rifornimento di SpaceX CRS-24 iniziò con il lancio del veicolo Cargo Dragon a bordo del lanciatore Falcon 9 avvenuto il 21 dicembre 2021 dal Kennedy Space Center. Il veicolo con un carico di 2950 kg di esperimenti scientifici, beni per l'equipaggio e hardware eseguì un docking autonomamente al boccaporto anteriore del modulo Harmony il giorno successivo. Le procedure di docking vennero seguite dagli astronauti Chari e Marshburn. Tra gli esperimenti scientifici più rilevanti a bordo c'erano Bioprint FirstAid, CASIS PCG 20, Host-Pathogen, MVP Plant-01, PGTIDE e Turbine Superalloy Casting Module. Rimase agganciata alla ISS per un mese. 

### Undocking della Progress M-UM
Il 22 dicembre 2021 la Progress M-UM, la Progress modificata che trasportò il modulo Prichal fino alla Stazione Spaziale Internazionale, venne sganciata da Prichal stesso e fatta rientrare in modo distruttivo sulla Terra il giorno successivo.

### EVA 2 (VDK-51)
I cosmonauti Škaplerov (EV1) e Dubrov (EV2) uscirono dalla Stazione Spaziale Internazionale il 19 gennaio 2022 per svolgere un'attività extraveicolare di 7 ore e 11 minuti. L'obiettivo principale era quello di integrare il modulo Prichal, arrivato sulla ISS alla fine di novembre 2021, al resto del Segmento russo della ISS. Vennero installati dei corrimani, rimosse delle coperture e isolamento termico, installati dei cavi per il sistema di comunicazione Kurs-P, delle antenne e un cavo TV, spostata una telecamera TV, installati di punti target per le procedure di docking dei veicoli, espulsi il coperchio di una antenna, due contenitori vuoti e due antenne vecchie.

### Undocking della SpaceX CRS-24
Dopo poco più di un mese di permanenza a bordo e qualche giorno di ritardo per maltempo sul luogo dell'ammaraggio, il 23 gennaio 2022 il veicolo spaziale Dragon della missione SpaceX CRS-24 eseguì l'undocking dalla Stazione Spaziale Internazionale. A bordo portava 2222 kg di campioni di esperimenti scientifici e altro materiale da riportare a Terra. I controllori di volo di SpaceX a Hawthorne mandarono il comando di undocking al veicolo agganciato su Harmony, mentre gli astronauti a bordo ne supervisionavano i sistemi di bordo. Il rientro sulla Terra e l'ammaraggio avvennero poche ore dopo sul Golfo del Messico. Il carico venne in breve tempo trasportato al Space Station Processing Facility del Kennedy Space Center per essere analizzato il prima possibile dai ricercatori per minimizzare l'esposizione alla gravità e non influenzare i risultati. Tra gli esperimenti e/o i campioni scientifici ritornati sulla Terra si ricordano Light Microscopy Module, InSPACE-4 e Cytoskeleton.

### Lancio e docking della Progress MS-19
Il lancio del cargo russo Progress MS-19 con tre tonnellate di carico avvenne il 15 febbraio 2022 con un lanciatore Sojuz-2.1a dal Cosmodromo di Bajkonur. Il veicolo eseguì un docking automatico al modulo Poisk della Stazione Spaziale Internazionale due giorni dopo. Rimase agganciata alla ISS per circa sei mesi.

### Lancio e berthing della Cygnus NG-17
Il veicolo cargo statunitense Cygnus NG-17 "SS Piers Sellers" venne lanciato il 19 febbraio 2022 dal Wallops Flight Facility della NASA a bordo di un lanciatore Antares. Il veicolo, provvisto di 3720 kg di esperimenti scientifici, proviste per l'equipaggio e attrezzature di bordo, venne catturato con il Canadarm 2 dagli astronauti Chari e Barron due giorni dopo, e berthing al modulo Unity. Tra gli esperimenti più importanti a bordo si ricordano Colgate Skin Aging, MicroQuin 3D Tumor, OGA H2 Sensor Demo, Space As-Lib, XROOTS e SoFIE. Durante la sua permanenza sulla ISS, Cygnus innalzerà l'orbita della Stazione Spaziale Internazionale che decade continuamente per l'attrito con l'atmosfera terrestre; al 2022 è l'unico veicolo spaziale, oltre alla Progress russa, a poter effettuare un innalzamento dell'orbita della ISS.

### EVA 3 (USOS 79)
Il 15 marzo gli astronauti Barron (EV1) e Chari (EV2) svolsero un’attività extraveicolare di 6 ore e 54 minuti durante la quale installarono le strutture di supporto per l’installazione di nuovi pannelli solari iROSA. Fino a quel momento erano stati installati due dei sei iROSA previsti che avrebbero aggiornerato sei degli otto canali di alimentazione della ISS, portando la potenza a disposizione da 160 a 215 kilowatt.

### Lancio e dockingdella Sojuz MS-21
Il 18 marzo 2022 venne lanciata la Sojuz MS-21 dal Cosmodromo di Bajkonur con a bordo il comandante Oleg Artem'ev e gli ingegneri di volo Denis Matveev e Sergej Korsakov. Fu la prima volta che un equipaggio verso la Stazione spaziale internazionale era composto interamente da cittadini russi. Dopo tre ore di viaggio, il veicolo spaziale eseguì un docking al nuovo modulo Prichal, portando per un breve periodo l’equipaggio della Stazione da 7 a 11 membri. Durante le operazioni di docking, il sistema di docking automatico Kurs non funzionò bene e il comandante Artem'ev dovette prendere il controllo del veicolo e pilotarlo manualmente.

### EVA 4 (USOS 80)
L'ultima EVA della missione venne svolta da Chari e Maurer il 23 marzo 2022. All'inizio della attività extraveicolare la struttura sulla quale erano montate le telecamere e le luci del casco di Maurer si sganciò e gli astronauti dovettero perdere del tempo per fissarlo con delle fascette. Durante l'EVA installarono dei tubi flessibili su un Radiator Beam Valve Module che permette di instradare l'ammoniaca attraverso i radiatori che allontanano il calore della ISS per mantenere i sistemi alla temperatura adeguata. Inoltre installarono un cavo di alimentazione e dati sulla piattaforma Bartolomeo del modulo Columbus e sostituirono una telecamera esterna sul Integrated Truss Structure. Quando tornarono dentro l'airlock e iniziarono la svestizione, venne notata la presenza di acqua nel casco di Maurer che ne ricopriva buona parte della visiera. Le dinamiche ricordano l'incidente accaduto a Luca Parmitano nel 2013, ma non è detto che le cause siano le stesse, è stata quindi avviata un’indagine per scoprire la causa. A seguito dell'incidente del 2013 i caschi delle EMU sono stati dotati di una cannuccia per respirare in situazioni d'emergenza e di un tessuto assorbente posizionato nella parte posteriore del casco.

### Cambio di comando Škaplerov - Marshburn
Il 29 marzo 2022 il comandante dell'Expedition 66 Škaplerov passò il comando della Stazione Spaziale Internazionale all'astronauta Thomas Marshburn per le prime settimane dell'Expedition 67. L'Expedition 66 si concluse ufficialmente il giorno successivo alle 7:21 UTC con l'undocking della Sojuz MS-19 (Škaplerov, Dubrov e Vande Hei). Dubrov e Vande Hei al momento dell'atterraggio avevano trascorso quasi un anno continuativo nello spazio.